# Ulota perichaetialis
Ulota perichaetialis är en bladmossart som beskrevs av Goffinet in Goffinet och Dale Hadley Vitt 1998. Ulota perichaetialis ingår i släktet ulotor, och familjen Orthotrichaceae. Inga underarter finns listade i Catalogue of Life.